# Leuconostoc
Leuconostoc es un género de bacterias del ácido láctico Gram-positivas de la familia Leuconostocaceae. Las especies de Leuconostoc tienen generalmente forma de cocoide ovoide y a menudo forman cadenas. Son resistentes intrínsecamente a la vancomicina y catalasa-negativos (lo cual los distingue de Staphylococcus).  Son  heterofermentativos, capaces de producir dextrano  a partir de la sacarosa.
Aunque inicialmente se consideraban comensales no-patógenos en humanos, desde la descripción en 1985 del primer caso de bacteriemia por Leuconostoc spp., algunas especies son también capaces de producir infecciones a los seres humanos. Se consideran patógenas oportunistas aunque en muy baja frecuencia, que se pueden encontrar en pacientes críticamente enfermos, inmunocomprometidos y con infecciones intra-hospitalarias. Generalmente, se asocian a bacteriemia por dispositivos intra-vasculares y al uso de nutrición parenteral total. Sin embargo, también se han descrito otras infecciones asociadas, dentro de las que se cuentan meningitis, osteomielitis, infección del torrente sanguíneo, de vías urinarias y peritonitis.
Debido a que estas enfermedades son raras, los kits de identificación comerciales normales a menudo no identifican estos organismos.
Leuconostoc, junto con otras bacterias del ácido láctico tales como Pediococcus y Lactobacillus, se utiliza para la fermentación del repollo en la elaboración de chucrut. Durante este proceso, los azúcares de las coles frescas son transformadas en ácidos lácticos  que le dan un sabor agrio y permiten que se conserven en buenas condiciones.
También se considera a Leuconostoc oenos principal responsable del inicio de los procesos de fermentación maloláctica muy apreciada en los procesos vinícolas.